# Kudry
Kudry (prononciation [ˈkudrɨ]) est un village de la gmina de Jabłoń du powiat de Parczew dans la voïvodie de Lublin, situé dans l'est de la Pologne.
Il se situe à environ 4 kilomètres au nord-est de Jabłoń (siège de la gmina), 21 kilomètres au nord-est de Parczew (siège du powiat) et 67 kilomètres au nord-est de Lublin (capitale de la voïvodie).
Le village comptait approximativement une population de 82 habitants en 2008.

## Histoire
De 1975 à 1998, le village est attaché administrativement à l'ancienne Voïvodie de Biała Podlaska.

Depuis 1999, il fait partie de la nouvelle voïvodie de Lublin.